# Washington Poyet
Washington Poyet, né le 12 janvier 1939 à Montevideo, en Uruguay et décédé le 16 juin 2007, à Montevideo, est un ancien joueur uruguayen de basket-ball. 

## Palmarès
- Champion d'Amérique du Sud 1969
- Finaliste du championnat d'Amérique du Sud 1958, 1968
- 3e du championnat d'Amérique du Sud 1963